# Finding the Sun
Finding the Sun è un atto unico del drammaturgo statunitense Edward Albee, rappresentato per la prima volta all'Università del Colorado del Nord nel 1983. Il dramma è composto da 21 scene, alcune delle quali durano meno di un minuto.

## Trama
In una soleggiata giornata d'estate quattro coppie si ritrovano su una spiaggia del New England. Henden e Gertude, di settanta e sessant'anni, sono una vecchia coppia di sposi; i due figli di dei precedenti matrimoni, Daniel e Cordelia, sono la seconda coppia. A loro si aggiungono i giovani sposi Abigail e Benjamin; Benjamin e Daniel hanno avuto una relazione clandestina e Abigail e Cordelia sembrano esserne al corrente. L'ultima coppia è formata da Edmee e dal figlio adolescente Fergus, che non conoscono nessun altro dei presenti. 
Nel corso del dramma Edmee e Fergus conoscono gli altri personaggi e vengono a sapere della relazione tra Daniel e Banjamin. Abigail e Cordelia discutono della relazione tra i loro mariti e di come ciò le faccia sentire. Abigail e Benjamin litigano e l'uomo si rifugia da Daniel; Abigail li vede e, disperata, cerca di annegarsi dell'oceano. Henden muore sulla sdraio.

## Produzioni
Il dramma fu commissionato dall'Università del Colorado del Nord nel 1983 e debuttò all'ateneo il 10 maggio dello stesso anno, diretto dallo stesso Albee. L'anno successivo Finding the Sun andò in scena in altre due università, l'Università di Houston e l'Università della California, Irvine.
Albee volle posticipare il debutto newyorchese della piece, dato che nel 1987 un'altra commedia (Coastal Disturbances) era ambientata su una spiaggia. Finding the Sun andò finalmente in scena a New York in una produzione della Signature Theatre Company in repertorio con La sabbiera e Box; le tre opere replicarono dal 4 febbraio al 5 marzo 1994. Albee curava la regia e il cast comprendeva: John Carter (Hendon), Brendan Corbalis (Daniel), Monique Fowler (Cordelia), Cheryl Gaysunas (Abigail), Bethel Leslie (Gertrude), Neil Maffin (Benjamin), Mary Beth Peil (Edmee) e James Van Der Beek (Fergus).
Finding the Sun ha debuttato al National Theatre di Londra il 2 maggio 2001, in repertorio con Marriage Play. Anthony Page curava la regia e il cast comprendeva: Pauline Lynch (Abigail), Patrick Baladi (Benjamin), Polly Walker (Cordelia), Demetri Goritsas (Daniel), Sheila Gish (Edmee), Edward Hughes (Fergus), Sheila Burrell (Gertrude) e Edward De Souza (Henden).